# Officeworks
Officeworks est une chaîne de magasins australiens de fournitures de bureau exploités par la société mère Wesfarmers.
La société a été fondée au début des années 1990 par Coles Myer (qui est devenu Coles Group, qui fait maintenant partie de la société Wesfarmers, basée à WA et qui est détenue par WA). Son siège social est situé à Bentleigh East, Melbourne. Le concept de magasin adopté par Officeworks était basé sur la chaîne américaine Office Depot.

## Sources
- (en) Cet article est partiellement ou en totalité issu de l’article de Wikipédia en anglais intitulé « Officeworks » (voir la liste des auteurs).